# Збірна Китаю з хокею з м'ячем
Збірна Китаю з хокею з м'ячем — національна чоловіча команда Китаю, яка представляє країну на міжнародних змаганнях з хокею з м'ячем. Функціонування команди забезпечується Федерацією бенді Китаю. У 2015 році команда дебютувала в Дивізіоні Б чемпіонату світу посівши восьме місце в історії.

## Історія
Дебютний матч національна збірна Китаю провела на чемпіонаті світу 1 лютого 2015 проти збірної монголії та поступилась 2:3. Через два дні обграли сомалійців 8:1, це була єдина перемога в підсумку китайці посіли 8-е місце в Дивізіоні В.
На чемпіонаті світу 2016 китайці також посіли восьме місце.

## Результати
| Рік    | В | Н | П  | М     | Місце на ЧС (Кількість збірних) |
| ------ | - | - | -- | ----- | ------------------------------- |
| 2015   | 2 | 0 | 5  | 31-41 | 15 (16)                         |
| 2016   | 2 | 0 | 6  | 35-46 | 16 (18)                         |
| Разом: | 4 | 0 | 11 | 66-87 |                                 |